# Cmentarz wojenny w Cichostowie
Cmentarz wojenny w Cichostowie – cmentarz z pierwszej i drugiej wojny światowej znajdujący się w Cichostowie, w województwie lubelskim, w powiecie parczewskim, w gminie Milanów.
Na cmentarzu pochowano nieznaną liczbę żołnierzy poległych w 1915 r. oraz dwóch polskich żołnierzy poległych 30 września 1939. W latach międzywojennych prawdopodobnie był wykorzystywany do pochówków cywilnych przez osadników niemieckich. Cmentarz zarośnięty i zdewastowany, widoczne ślady pojedynczych nagrobków. W 2005 ustawiono na skraju cmentarza płytę ku czci poległym w 1939.